# Didymosphaeria bisphaerica
Didymosphaeria bisphaerica är en lavart som först beskrevs av Cooke & Ellis, och fick sitt nu gällande namn av Scheinpflug 1958. Didymosphaeria bisphaerica ingår i släktet Didymosphaeria och familjen Didymosphaeriaceae.   Inga underarter finns listade i Catalogue of Life.